# 2440 Educatio
2440 Educatio eller 1978 VQ4 är en asteroid i huvudbältet som upptäcktes den 7 november 1978 av de båda amerikanska astronomerna Eleanor F. Helin och Schelte J. Bus vid Palomarobservatoriet. Den är uppkallad efter det latinska ordet för utbildning.
Asteroiden har en diameter på ungefär 6 kilometer och den tillhör asteroidgruppen Flora.